# Штраус, Исидор
Исидор Штраус (нем. Isidor Straus, 6 февраля 1845 — 15 апреля 1912) — германо-американский предприниматель, совладелец крупнейшей американской сети универмагов «Macy's».
В течение короткого времени был членом Палаты представителей США. Исидор Штраус погиб вместе со своей женой Идой при крушении «Титаника» в 1912 году.

## Биография

### Ранняя жизнь
Исидор Штраус родился 6 февраля 1845 года в немецком городе Оттерберг в еврейской семье. Он был старшим из пяти детей в семье Лазаря Штрауса и его второй супруги Сары. В 1854 году его семья иммигрировала в США и обосновалась в городе Тэлботтон в штате Джорджия, где они открыли магазин.
С началом Гражданской войны в США Исидор попытался вступить в ряды армии Конфедеративных Штатов Америки, но из-за малого возраста (ему было 16 лет) на войну его не взяли. В годы войны он работал клерком в магазине отца на замене сотрудников, ушедших воевать, а затем был представителем семейного бизнеса в Англии. После окончания войны вся семья переехала в Нью-Йорк, где Исидор с братом Натаном организовали собственный бизнес по продаже посуды в универмаге «Macy's».

### Дальнейшая судьба
В 1871 году Исидор Штраус женился на Розалии Иде Блун (1849—1912). Супруги были неразлучны, они писали письма друг другу каждый день, когда не были вместе. Всего у них родилось семь детей, один из которых умер в раннем детстве:
- Джесси Исидор Штраус (1872—1936), который женился на Ирме Натан (1877—1970)
- Кларенс Элиас Штраус (1874—1876)
- Перси Селдон Штраус (1876—1944), который женился на Эдит Абрахам (1882—1957)
- Сара Штраус (1878—1960), замужем за физиком Альфредом Фабианом Хессом (1875—1933)
- Минни Штраус (1880—1940), которая вышла за Ричарда Вейла (1876—1918)
- Герберт Натан Штраус (1881—1933), был женат на Терезе Кахан (1884—1977)
- Вивиан Штраус (1886—1974), которая вышла сначала за Герберта Адольфа Шефтеля (1875—1914), а во второй раз в 1917 году за Джорджа А. Диксона-мл. (1891—1956)

С апреля 1894 по март 1895 года Исидор Штраус заседал в Конгрессе США в составе демократической партии. К 1896 году Исидор вместе с братом Натаном успешно возвысились в руководстве универмага «Macy's», получив его в том же году в свою полную собственность.
Правнучка Исидора и Иды Штраусов Венди Вейл была замужем за основателем компании, организовывавшей путешествия к месту крушения «Титаника», который погиб 18 июня 2023 года в результате крушения батискафа «Титан».

### Гибель на Титанике

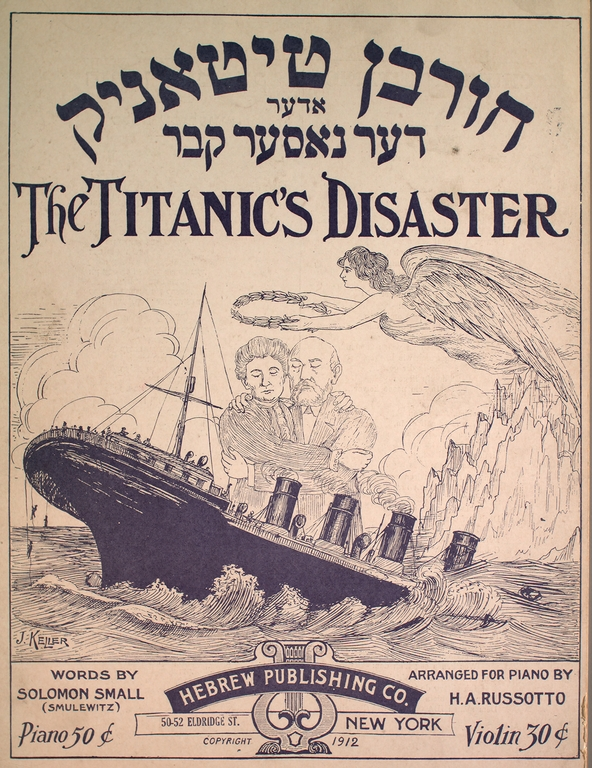
Ида и Исидор Штраусы на обложке посвящённого их памяти романса Соломона Шмулевича

В апреле 1912 года Исидор вместе с женой Идой путешествовали из Германии в США, решив пересечь океан на суперсовременном по тем временам лайнере «Титаник». 14 апреля лайнер налетел на айсберг и стал постепенно тонуть. Один из офицеров корабля предложил чете Штраус вдвоём сесть в шлюпку, но Исидор отказался, решив разделить участь других мужчин тонущего корабля. Он попытался усадить в шлюпку Иду, но она заявила: «Я не оставлю мужа. Мы всегда были вместе, вместе и умрём». Вместо себя Штраусы посадили в шлюпку свою горничную Эллен Бёрд. Исидор Штраус погиб ночью 15 апреля 1912 года вместе с супругой. Его тело было найдено одним из поисковых кораблей и доставлено в Галифакс, а оттуда в Нью-Йорк, где его захоронили на кладбище Вудлон в Бронксе. Выдержка из отчёта:

№ 96, МУЖЧИНА, ПРИМЕРНЫЙ ВОЗРАСТ — 65 — ПЕРЕДНИЕ ЗУБЫ ЗОЛОТЫЕ (ЧАСТИЧНО) — СЕДЫЕ ВОЛОСЫ И УСЫ.
ОДЕЖДА - Меховое пальто; серые брюки; пиджак и жилет; мягкая полосатая рубашка; коричневые ботинки; чёрные шёлковые носки.
ИМУЩЕСТВО — Бумажник; золотые часы; платиновая и жемчужная цепочки; золотой пенал; серебряная фляга; серебряная бутылка с солями; 40£; 4£ 2s 3d в серебре.
ПЕРВЫЙ КЛАСС — ИМЯ — ИСИДОР ШТРАУС
Тело его жены так и не было найдено.
Супруги Штраус изображены в сценах гибели лайнера в фильме «Гибель Титаника» 1958 года. В картине Джеймса Кэмерона «Титаник» 1997 года Штраусы показаны утешающими друг друга в заполняющейся водой каюте в момент гибели лайнера. Сцену, когда Исидор пытается убедить жену сесть в шлюпку в итоговой версии фильма удалили.

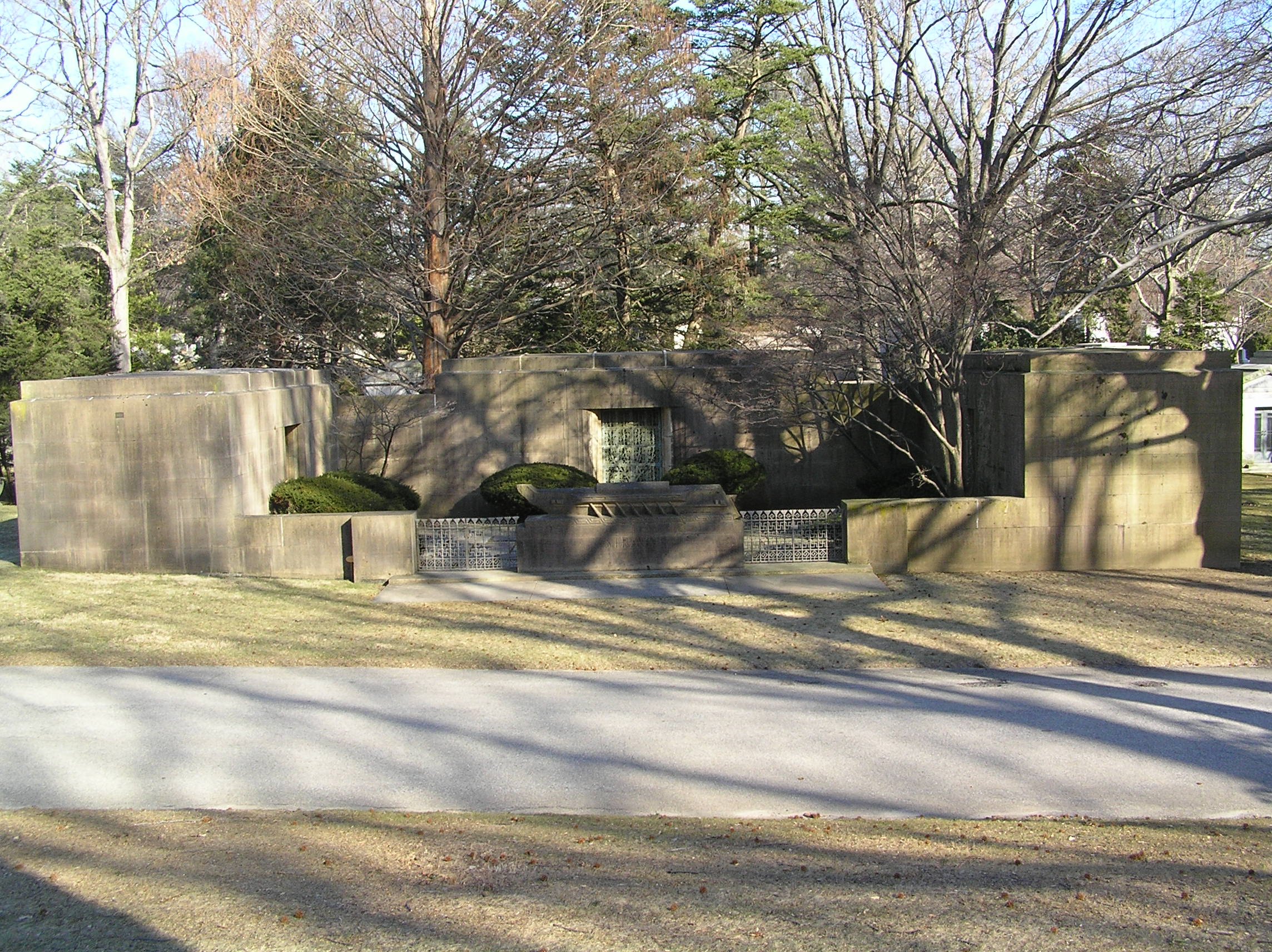
Могила Штрауса в Бронксе

## Память
В память о Штраусах в Нью-Йорке установлено четыре мемориала:
- Мемориальная доска висит на первом этаже универмага «Macy's» на Манхэттене.
- Памятник Исидору и Иде установлен в Штраус-парке на Манхэттене, располагающемся на пересечении Бродвея и Уэст-Энд авеню[7]. Парк был разбит в том же квартале, где некогда проживали супруги.
- Нью-Йоркская общественная школа № 198 названа в честь Штраусов.
- На могиле Исидора Штрауса на кладбище в Бронксе установлен кенотаф для его супруги Иды.